# Billy Brouillard

Billy Brouillard est une série de bande dessinée du Français Guillaume Bianco. Publiée par Soleil depuis 2008, elle a fait l'objet de séries dérivées.

## Synopsis
« Le personnage éponyme, sans lunettes, ne voit pas très bien ce que les autres, parents et petite sœur, voient. En revanche, il voit ce qu’eux ne voient pas : des créatures fantastiques et horribles, le monde des ténèbres et ses dangers permanents. »

## Titres parus
- Billy Brouillard, Soleil, coll. « Métamorphose » :

1. Le Don de trouble vue, 2008  (ISBN 978-2-302-00390-3)[2],[3]. Prix de la meilleure bande dessinée francophone du Festival d'Angoulême : le choix polonais au festival d'Angoulême 2010.
en polonais : Mglisty Billy: Dar Ciemnowidzenia (traduction : Wojciech Prażuch), édition POST, Cracovie, 2011  (ISBN 978-83-61762-04-1)
en anglais : Billy Fog and the Gift of Trouble Sight, Archaia Entertainment, 2011  (ISBN 978-1-93639339-8)
en italien : Billy Nebbia. Il dono dell'oltrevista, Bao Publishing, 2013  (ISBN 978-88-6543139-9)
2. Le Petit Garçon qui ne croyait plus au Père Noël, 2010  (ISBN 978-2-30201386-5)[4],[5].
en anglais Billy Fog: The Boy Who No Longer Believed in Santa Claus, Archaia Entertainment, 2014  (ISBN 978-1-93639377-0)
3. Le Chant des sirènes, 2012  (ISBN 978-2-30202450-2)[6],[7].

- Les Comptines malfaisantes (coffrets contenant 3 livrets), Soleil, coll. « Métamorphose » :

1. Les Comptines malfaisantes, 2009  (ISBN 978-2-302-00889-2).
2. Les Comptines malfaisantes II, 2013  (ISBN 978-2-302-02464-9).
3. Histoires de chats, 2016  (ISBN 978-2-302-05598-8)[8].

- L'Encyclopédie curieuse et bizarre par Billy Brouillard, Soleil, coll. « Métamorphose » :

1. Les Fantômes, 23 avril 2014  (ISBN 978-2-302-03626-0).
2. Les Chats, Novembre 2015  (ISBN 978-2-302-043138).

- Le Détective du bizarre, Soleil, coll. « Métamorphose » :

1. Billy Brouillard et la Chasse aux fantômes, 2018
2. Billy Brouillard au pays des monstres, 2021

## Adaptation théâtrale
- Billy Brouillard a fait l'objet d'une adaptation pour la scène (théâtre d'ombre) à Cracovie en 2013[9]. D'autres représentations sont données par la suite en 2014[10].

## Distinctions
Billy Brouillard obtient le Prix de la meilleure bande dessinée francophone du Festival d'Angoulême : le choix polonais en 2010